# شریعت‌آباد (بردسکن)
شریعت‌آباد نام روستایی از توابع بخش انابد شهرستان بردسکن در استان خراسان رضوی است. این روستا در دهستان صحرا قرار دارد و براساس سرشماری سال ۱۳۸۵ جمعیت آن ۸۲ نفر (۱۶ خانوار) بوده است.